# ニウエの国旗
ニウエの国旗（ニウエのこっき）は、ニュージーランドとの自由連合が締結された1975年に制定された。左上にユニオン・フラッグがあり、その中央と上下左右に5つの星が付いている。イギリスの軍艦旗に基づいたデザインとして珍しい点は、背景が黄色であることと、カントンのユニオン・フラッグに手が加えられていることである。
背景の黄色はニウエの陽光と、ニュージーランドおよび同国の人々に対する温かい気持ちを表している。ユニオン・フラッグはかつてイギリスの保護国であった歴史を示し、保護の象徴としている。ユニオン・フラッグの上の4つの小さな星は南十字星でニュージーランドとの協調を表し、またユニオン・フラッグ中央にある青い円の上の大きな星は太平洋におけるニウエの自治を意味している。

?現在の国旗（縦横比2:3の別タイプ）

## 註
1. ↑  Niue Flag Act 1975, Niue Laws 2006(PDF), pp 1365-1366, 2020 年 9 月 25 日閲覧